# Ragazze (album)
Ragazze è il quinto album in studio della cantante italiana Paola Turci, pubblicato nel 1993 dalla RCA.

## Il disco
Uscito dopo la partecipazione della cantante al Festival di Sanremo 1993, dove l'artista romana ha presentato il brano da lei scritto Stato di calma apparente, l'album è il primo della cantante dopo la rescissione del contratto con la precedente etichetta It, con la quale aveva pubblicato i primi quattro album.
Nel 1994 è stato ripubblicato con l'aggiunta di due brani, Io e Maria in versione remix e Ancora tu, storico brano di Lucio Battisti, brano quest'ultimo non inedito comunque perché già inserito nel disco Innocenti evasioni 1994, raccolta che vedeva i più popolari artisti italiani reinterpretare le canzoni di Battisti.
Ragazze contiene anche un pezzo scritto da Luca Carboni (Io e Maria), uno firmato da Sergio Cammariere (Mentre piove) e brani scritti dalla Turci assieme a Adriano Pennino, tra cui Pedalò, singolo pubblicato nell'estate 1993.
La tromba che accompagna l'artista in diversi brani del disco è suonata da Demo Morselli. La foto della copertina è stata scattata da Patrick Nicholas.

## Tracce
1. Io e Maria – 4:33 (Luca Carboni)
2. Charlot – 5:13 (testo: Mauro Bandini – musica: Mauro Patelli)
3. Mentre piove – 4:32 (testo: Roberto Kunstler – musica: Sergio Cammariere)
4. Io nella notte (il bene e il male) – 5:14 (testo: Gaio Chiocchio – musica: Paola Turci, Adriano Pennino)
5. La casa sul mare – 5:19 (testo: Mauro Bandini, Gaio Chiocchio – musica: Adriano Pennino, Paola Turci)
6. Stato di calma apparente – 3:59 (testo: Gaio Chiocchio – musica: Paola Turci)
7. Il suono delle nuvole – 4:39 (testo: Paola Turci, Gaio Chiocchio – musica: Carlo Pennisi, Adriano Pennino)
8. Sola – 5:02 (testo: Paola Turci – musica: Gaio Chiocchio, D. Chiocchio)
9. Pedalò (il bagnino e la ragazza) – 5:08 (testo: Mauro Bandini – musica: Adriano Pennino)
10. La ragazza di Roma – 4:36 (testo: Paola Turci – musica: Franco Barbato, Gaio Chiocchio)

Tracce bonus nell'edizione del 1994
1. Ancora tu – 4:45 (testo: Mogol – musica: Lucio Battisti)
2. Io e Maria (Radio Edit Mix) – 4:33 (Luca Carboni)

## Formazione
Musicisti
- Paola Turci – voce
- Lele Melotti – batteria
- Aldo Mercurio – basso
- Giorgio Mantovan – chitarra
- Adriano Pennino – tastiera, programmazione, arrangiamento
- Demo Morselli – tromba
- Amedeo Bianchi – sassofono
- Mara Bartoletto – cori
- Angela Milanese – cori
- Dmitri Kuznetsov – cori
- Franco Giacoia – chitarra (tracce 6 e 10)

Produzione
- Adriano Pennino – produzione artistica
- Pino Longobardo – produzione esecutiva